# Pituach ve-šalom
Pituach ve-šalom (hebrejsky פיתוח ושלום‎; Rozvoj a mír) byla izraelská politická strana existující v letech 1977–1984. Původně se jmenovala Flatto-Šaron (פלאטו שרון), podle jejího zakladatele, kterým byl Šmu'el Flatto-Šaron.

## Okolnosti vzniku a ideologie strany
Strana vznikla před volbami roku 1977 poté, co podnikatel Šmu'el Flatto-Šaron uprchl roku 1976 z Francie do Izraele, kde byl obviněn ze zpronevěry 60 milionů dolarů. Za účelem předejít vydání do Francie a navzdory faktu, že jen špatně ovládal hebrejštinu, se rozhodl kandidovat v roce 1977 ve volbách a získat poslaneckou imunitu. Kandidátka pojmenovaná po něm samotném vykazovala některé rysy pravicového populismu. Šmu'el Flatto-Šaron podporoval osadnické hnutí Guš Emunim a sliboval mladým voličům zajistit bydlení.
Nová strana získala 2 % hlasů, což by bývalo postačovalo na zisk dvou mandátů v Knesetu. Vzhledem k tomu, že ale kandidoval pouze Šmu'el Flatto-Šaron, bylo jím obsazeno jen jedno křeslo v parlamentu. Podle některých názorů byl volební úspěch strany ovlivněn i reakcí izraelské veřejnosti na chování Francie, která v té době odmítla vydat k trestnímu stíhání do Izraele palestinského teroristu Abu Daouda, jenž stál za mnichovským masakrem na olympiádě roku 1972. Po vstupu do Knesetu se Šmu'el Flatto-Šaron přidal k vládě Menachema Begina. Jedním z jeho prvních kroků bylo hlasování ve prospěch zákona, který zamezoval vydávání izraelských občanů k trestnímu stíhání v zahraničí.
Později byla strana přejmenována na Pituach ve-šalom. Šmu'el Flatto-Šaron se podílel na vyjednávání ohledně propuštění izraelských rukojmí. Po dvou letech ve funkci poslance byl ale usvědčen izraelským soudem z kupování voličů a odsouzen k devíti měsícům ve vězení a suspenzi z Knesetu. Po několika odvoláním byl finálně uvezněn až roku 1984.
Strana Pituach ve-šalom kandidovala neúspěšně ve volbách roku 1981 a volbách roku 1984. Šmu'el Flatto-Šaron nebyl nikdy vydán do Francie a věnoval se podnikatelským aktivitám. Patřil mezi izraelské miliardáře.